# Kurarua singhi
Kurarua singhi är en skalbaggsart som först beskrevs av Fisher 1940.  Kurarua singhi ingår i släktet Kurarua och familjen långhorningar. Inga underarter finns listade i Catalogue of Life.